# Muzeum Sztuk Pięknych w Walencji
Muzeum Sztuk Pięknych w Walencji (hiszp. Museo de Bellas Artes de Valencia) – mieszczące się w Walencji muzeum sztuki. Muzeum powstało przy Królewskiej Akademii Sztuk Pięknych San Carlos i zostało od niej oficjalnie oddzielone w 1913 roku.
Zbiory muzeum zawierają ważną kolekcję malarstwa, a w szczególności prace starych mistrzów. Kolekcja sztuki zawiera dzieła m.in. Joaquina Sorolli, Francisca Goi, Mariana Salvadora Maelli. Ważne dzieła to Autoportret Velazqueza, Madonna z dzieciątkiem Pinturicchia oraz kolekcja malarstwa gotyckiego z XIV i XV wieku.